# Musca meruensis
Musca meruensis är en tvåvingeart som beskrevs av Zielke 1973. Musca meruensis ingår i släktet Musca och familjen husflugor.
Artens utbredningsområde är Tanzania. Inga underarter finns listade i Catalogue of Life.